# Enriquecimiento ambiental (neural)

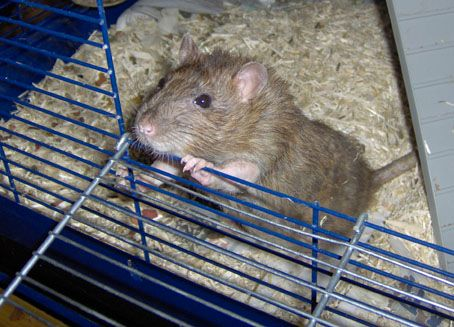
Un roedor no es estimulado por el ambiente en una jaula, y afecta de manera negativa su cerebro, en particular la complejidad de las conexiones sinápticas.

El enriquecimiento ambiental se refiere a la estimulación cerebral por parte de su entorno físico y social. Los cerebros en ambientes más ricos y estimulantes tienen altas tasas de sinaptogénesis y ramificaciones dendríticas  más complejas, lo que conlleva un aumento en la actividad cerebral. Esto se manifiesta principalmente durante el desarrollo neural, aunque también ocurre en la adultez en un menor grado. Con un mayor número de sinapsis hay una mayor actividad sináptica, lo que lleva a un mayor número y tamaño de células gliales debido a la alta demanda energética. El enriquecimiento ambiental también mejora la vascularización capilar para proveer a las neruonas y las células gliales con energía y nutrientes. El neuropilo (neuronas, células gliales y capilares combinados) se expande, engrosando la corteza. Investigaciones con cerebros de roedores sugieren que el enriquecimiento ambiental puede también llevar a un aumento en la tasa de neurogénesis adulta.
Se ha descubierto en investigaciones con animales que el enriquecimiento ambiental puede ayudar en el tratamiento y recuperación de distintas condiciones relacionadas con el cerebro, incluyendo la enfermedad de Alzheimer y las relacionadas con el envejecimiento, mientras que una falta de estimulación puede perjudicar el desarrollo cognitivo. Además, se ha sugerido que el enriquecimiento ambiental lleva a un aumento en la reserva cognitiva, la capacidad del cerebro para resistir los efectos de condiciones como el envejecimiento y la demencia.
Investigaciones en humanos sugieren que la falta de estimulación retrasa y perjudica el desarrollo cognitivo. Otras investigaciones también han encontrado que alcanzar e involucrarse en niveles superiores de educación, ambientes en los que las personas participan en actividades retadoras cognitivamente más estimulantes, resulta en una reserva cognitiva mayor.

## Primeras investigaciones
En 1947, Donald Hebb descubrió que las ratas criadas como mascotas se desempeñan mejor en las pruebas de solución de problemas que las ratas criadas en jaulas. Sin embargo, en sus investigaciones no se estudió el cerebro ni utilizó ambientes enriquecidos y pobres de acuerdo a un estándar. Las primeras investigaciones que estudiaron esto comenzaron en 1960 en la Universidad de California en Berkeley a cargo de Mark Rosenweig, quien comparó a ratas criadas en jaulas solas con aquellas criadas en jaulas con juguetes, escaleras, túneles, ruedas y junto con otras ratas. Se descubrió que la crianza en ambientes enriquecidos afecta la actividad de la enzima colinesterasa. Este trabajó llevó al descubrimiento en 1962 de un aumento en el volumen de la corteza cerebral gracias a la crianza en el ambiente enriquecido. En 1964, se encontró que esto se debía a un aumento en el grosor de la corteza cerebral y en los números de sinapsis y de células gliales.
Harry Harlow también inició sus investigaciones en 1960 sobre los efectos de la privación maternal y social en las crías de los macacos Rhesus (a una forma de privación de estímulo ambiental). Esto estableció la importancia de la estimulación social para un desarrollo cognitivo y emocional normal.

## Sinapsis

### Sinaptogénesis
Las ratas criadas en ambientes enriquecidos tienen cortezas cerebrales más gruesas (3.3 - 7%) que contienen 25% más sinapsis. Este efecto que tiene el enriquecimiento ambiental sobre el cerebro se presenta ya sea si se experimenta inmediatamente después del nacimiento, después del destete, o durante la adultez. Cuándo el número de sinapsis aumenta en un adulto, este número se puede mantener alto por 30 días incluso después de haber regresado a ambientes empobrecidos, lo que lleva a creer que el aumento en el número de las sinapsis no es necesariamente temporal.Sin embargo, se ha observado que el aumento en el número de la sinapsis se reduce con la madurez. La estimulación afecta no solo a las neuronas piramidales (las neuronas protectoras principales de la corteza cerebral) sino también a neuronas estelares (normalmente interneuronas). También afecta a neuronas fuera del cerebro en la retina.

### Complejidad dendrítica
El enriquecimiento ambiental tiene efectos en la complejidad y la longitud de las ramificaciones dendríticas (a partir de las cuales se forman las sinapsis). La complejidad de ramificaciones dendríticas de orden superior incrementa en ambientes enriquecidos, como lo hacen en longitud, en animales jóvenes, en ramificaciones distales.

### Actividad y consumo de energía
Las sinapsis de animales en ambientes enriquecidos han demostrado tener un aumento de activación sináptica. Las sinapsis tienden a ser mucho más largas. Las ondas gamma tienen amplitudes más grandes en el hipocampo. Este aumento en el consumo de energía se refleja en la vascularización glial y local debido la necesidad de proveer energía extra para las sinapsis.
- El número de células gliales por neurona aumenta de 12–14%[5][7]
- El área directa de aposición de las células gliales con sinapsis se expande un 19%[20]
- El volumen de los núcleos de las células gliales por cada sinapsis es más alta por un 37.5%[17]
- El volumen promedio de la mitocondria por neurona es 20% mayor[17]
- El volumen de los núcleos de las células gliales por cada neurona es 63% mayor[17]
- La densidad capilar se incrementa[21]
- Los capilares son más amplios (4.35 μm comparado con 4.15 μm en controles)[17]
- Existe una menor distancia entre cualquier parte del neuropilo y un capilar (27.6 μm comparado con 34.6 μm)[17]

Estos cambios en el neuropilo relacionados con la energía son responsables de incrementar el volumen de la corteza cerebral (el aumento en el número de sinapsis contribuye por sí mismo muy poco en este volumen extra).

### Estimulación motriz
Parte del efecto que tiene un ambiente enriquecido se da por proveer oportunidades para adquirir habilidades motoras. Investigaciones sobre la adquisición de la habilidad de hacer acrobacias en ratas muestra que esto lleva a un incremento en el número de sinapsis.

### Transmisión por vía materna
El enriquecimiento ambiental durante el embarazo tiene efectos en el feto tales como la aceleración del desarrollo retinal.

## Neurogénesis
El enriquecimiento ambiental también puede llevar a la neurogénesis adulta (formación de nuevas neuronas; demostrado en ratas) y revierte la pérdida de neuronas en el hipocampo y la pérdida de memoria que sigue al estrés crónico.  Sin embargo, se ha cuestionado su importancia por los efectos en el comportamiento por ambientes enriquecidos.

## Mecanismos
Los ambientes enriquecidos afectan la expresión de los genes en la corteza cerebral y en el hipocampo que determinan la estructura neuronal. A nivel molecular, esto ocurre a través del incremento en las concentraciones de las neurotrofinas NGF, NT-3, y cambios en BDNF. Esto altera la activación de las neuronas colinérgicas, serotonina, y beta adrenalina. Otro efecto que tiene es el de aumentar la concentración de sinaptofisina y PSD-95 en las sinapsis. Se ha descubierto también que cambios en la vía de señalización WNT imita los efectos del enriquecimiento ambiental en ratones adultos sobre las sinapsis en el hipocampo. El aumento en el número de neuronas también puede estar relacionado con cambios en VEGF.

## Rehabilitación y resistencia
Resultados de investigaciones en animales sugieren que el enriquecimiento ambiental ayuda en la recuperación de una variedad de desórdenes neurológicos y disfunciones cognitivas. Existen dos áreas principales en las que se han enfocado estas investigaciones: rehabilitación neurológica y reserva cognitiva, la capacidad de resistencia del cerebro a los efectos de la exposición a factores físicos, naturales y sociales que podrían dañarlo. Aunque la mayoría de estos experimentos usan modelos animales, principalmente roedores, los investigadores se han enfocado en áreas del cerebro de animales que tienen un mayor parecido con el cerebro humano y han tomado sus hallazgos como evidencia para demostrar que los humanos tendrían reacciones similares en ambientes enriquecidos. Es así que las pruebas realizadas en animales tienen como propósito hacer simulaciones de las siguientes condiciones.

### Rehabilitación neurológica

#### Autismo
Un estudio realizado en el 2011 llevó a la conclusión de que los ambientes enriquecidos mejoran las habilidades cognitivas de los niños con autismo. El estudio encontró que los niños autistas que reciben estímulos olfatorios y de tacto junto con ejercicios que estimulan otros sentidos pareados mejoraron un 42% con respecto a niños con autismo que no recibieron este tipo de tratamiento los cuales mejorar tan solo un 7%. El mismo estudio también demostró que hubo una mejoría clínica significativa en niños autistas expuestos a ambientes sensitivomotores enriquecidos y una gran mayoría de padres reportaron que la calidad de vida de sus hijos fue mucho mejor con el tratamiento.

#### Enfermedad de Alzheimer
A través del enriquecimiento ambiental, los investigadores fueron capaces de mejorar y parcialmente reparar los problemas de memoria en ratones entre 2 y 7 meses con características de la enfermedad de Alzheimer. Ratones en ambientes enriquecidos se desempeñaron mejor en pruebas de reconocimiento de objetos y en la prueba de navegación en agua de Morris que lo que se habían desempeñado cuando estaban en ambientes estándar. Así fue como se concluyó que el enriquecimiento ambiental mejora la memoria en personas con Alzheimer.

#### Enfermedad de Huntington
Las investigaciones han indicado que el enriquecimiento ambiental puede ayudar a aliviar problemas motrices y psiquiátricos causados por la enfermedad de Huntington. También compensa la pérdida en la concentración de proteínas y previene los déficits estrial e hipocampal en BDNF. Estos hallazgos han llevado a los investigadores a creer que el enriquecimiento ambiental tiene el potencial de ser un tipo de terapia para personas con Huntington.

#### Enfermedad de Parkisnon
Múltiples estudios han reportado que el enriquecimiento ambiental en ratones adultos ayudan a aliviar la muerte neuronal, particularmente benéfico en personas con la enfermedad de Parkinson. Un estudio más reciente demostró que el enriquecimiento ambiental afecta particularmente a la vía nigroestriada, la cual es importante para el manejo de los niveles de dopamina y acetilcolina, crítica en los déficits motrices. Además, también se ha encontrado que el enriquecimiento ambiental tiene efectos benéfico respecto a las implicaciones sociales en personas con esta enfermedad.

#### Accidente cerebrovascular
Las investigaciones hechas en animales han demostrado que los sujetos que se recuperan en un ambiente enriquecido, después de 15 días de haber sufrido un accidente cerebrovascular tienen una mejoría significativa en su función neuroconductual. Además, esos mismos individuos mostraron tener una mayor capacidad de aprendizaje después de la intervención que aquellos que no estuvieron en un ambiente enriquecido. Así se concluyó que un ambiente enriquecido tiene efectos benéficos considerables en el aprendizaje y en las funciones sensitivomotoras en animales después de un accidente cerebrovascular. Un estudio realizado en el 2013 también encontró que los ambientes enriquecidos socialmente beneficia a pacientes que se recuperan de un accidente cerebrovascular. Los investigadores en ese estudio concluyeron que los pacientes que han sufrido accidentes cerebrovasculares y que se encuentran en ambientes enriquecidos en centros de asistencia son más propensos a relacionarse con otros pacientes en durante las horas sociales normales en vez de estar solos o dormirse.

#### Síndrome de Rett
Un estudio realizado en el 2008 encontró que el enriquecimiento ambiental es importante para la recuperación de coordinación motriz y recuperación de los niveles normales de BDNF en ratones hembra con condiciones similares a las de aquellos con síndrome de Rett. A lo largo de 30 semanas los ratones hembra en ambientes enriquecidos mostraron tener capacidades de coordinación motriz superiores a aquellas en condiciones estándar. Aunque fueron incapaces de recuperar completamente su capacidad motriz, fueron capaces de prevenir un déficit motriz severo al vivir en un ambiente enriquecido. Estos resultados combinados con el incremento en los niveles de BDNF en el cerebelo llevó a los investigadores a concluir que un ambiente enriquecido estimula áreas de la corteza motora y áreas del cerebelo relacionadas con el aprendizaje motriz y por tanto es benéfico en ratones con síndrome de Rett.

#### Ambliopía
Un estudio reciente encontró que las ratas adultas con ambliopía mejoraron su agudeza visual después de 2 semanas de haber estado en un ambiente enriquecido. El mismo estudio mostró que otras dos semanas después de haber dejado el ambiente enriquecido, las ratas retuvieron su mejora en la agudeza visual. En cambio, las ratas en ambientes estándar no mostraron ninguna mejoría en la agudeza visual. Fue por lo tanto concluido que el ambiente enriquecido reduce la inhibición de GABA e incrementa la expresión de BDNF en la corteza visual. Como resultado, el crecimiento y desarrollo de neuronas y sinapsis en la corteza visual fueron mejorados enormemente debido al ambiente enriquecido.

#### Aislamiento sensorial
Algunos estudios han demostrado que con la ayuda de un ambiente enriquecido, los efectos del aislamiento sensorial pueden revertirse. Por ejemplo, la discapacidad visual en la corteza visual puede prevenirse y revertirse. En general, un ambiente enriquecido mejora, si no repara, los sistemas sensoriales en animales.

#### Envenenamiento con plomo
Durante el desarrollo, la gestación es uno de los periodos más críticos respecto a la exposición al plomo. La exposición a altos niveles de plomo en este periodo puede llevar a un desempeño pobre en al aprendizaje espacial. Algunos estudios han demostrado que el enriquecimiento ambiental puede revertir el daño al hipocampo inducido por la exposición a plomo. El aprendizaje y la memoria espacial, los cuales son dependientes de la potenciación a largo plazo del hipocampo, mejoran enormemente puesto que los sujetos en ambientes enriquecidos tienen niveles más bajos de plomo en el hipocampo. Estos hallazgos también mostraron que estar en ambientes enriquecidos genera una especie de protección natural contra los daños causados por la exposición a plomo.

#### Lesiones crónicas a la médula espinal
Las investigaciones han indicado que los animales que sufren de lesiones a la médula espinal mostraron tener una mejoría significativa en sus capacidades motrices al estar expuestos a un ambiente enriquecido, incluso cuando el tratamiento se demora después de una lesión. Las interacciones sociales, el ejercicio y la novedad desempeñan papeles importantes en la recuperación de un sujeto que ha sufrido una lesión. Esto ha llevado a sugerir que la médula espinal tiene una plasticidad continua y que los esfuerzos para reparar una lesión deben enfocarse en estimular esta plasticidad por medio de los ambientes enriquecidos para ayudar en su recuperación.

#### Estrés por privación materna
La privación materna puede ser causada por el abandono por parte de un padre de crianza a una edad temprana. En roedores o primates no humanos, esto lleva a una propensión mayor a enfermedades relacionadas con el estrés. Los resultados de las investigaciones sugieren que el enriquecimiento ambiental puede revertir los efectos de la separación materna en cuanto a la reactividad al estrés, posiblemente afectando al hipocampo y a la corteza prefrontal.

#### Descuido infantil
En todos los niños, el cuidado por parte de la madre es uno de los factores que influyen en el desarrollo del hipocampo, proporcionando las bases para un aprendizaje y memoria individuales. Sin embargo, este no es el caso para aquellos que experimentan descuido infantil. Los investigadores han determinado que a través del enriquecimiento ambiental, un niño descuidado puede tener parcialmente el mismo desarrollo hipocampal y estabilidad, aunque no al mismo nivel que en la presencia de un padre o tutor. Los resultados fueron comparables con los obtenidos por programas de intervención infantil, dejando al ambiente enriquecido como un método útil para lidiar con el descuido infantil.

### Reserva cognitiva

#### Envejecimiento
La disminución de la neurogénesis adulta en el hipocampo es una característica de la senescencia. El enriquecimiento ambiental incrementa la neurogénesis en roedores senescentes al potenciar la diferenciación neuronal y la supervivencia de nuevas células. Como resultado, los sujetos expuestos a ambientes enriquecidos envejecieron mejor dada su capacidad de mantener sus niveles de memoria espacial y de aprendizaje.

#### Exposición prenatal y perinatal a cocaína
Las investigaciones han demostrado que los ratones expuestos a ambientes enriquecidos son afectados en menor grado por las consecuencias de la exposición a cocaína en comparación con aquellos en ambientes estándar. Aunque los niveles de dopamina en el cerebro de ambos grupos de ratones eran relativamente similares, cuando ambos sujetos eran expuestos a cocaína por medio de una inyección, los ratones en ambientes enriquecidos tenían una respuesta mucho menor que aquellos en ambientes estándar. Por lo tanto se llegó a la conclusión de que ambos efectos de activación y recompensa eran suprimidos por los efectos del ambientes enriquecido y la exposición temprana a ambientes enriquecidos puede ayudar a evitar la adicción.

## Humanos
Aunque las investigaciones respecto a los ambientes enriquecidos se han realizado en su mayoría en roedores, efectos similares ocurren en primates, y probablemente afectan al cerebro humano de la misma forma. No obstante, la investigación directa sobre sinapsis en humanos y sus números son pocas, puesto que esto requiere un estudio histológico del cerebro. A pesar de esto, se ha encontrado una relación entre el nivel de educación y una complejidad de ramificación dendrítica mayor en cerebros obtenidos de una autopsia.

### Cambios localizados en la corteza cerebral
La imagen por resonancia magnética (MRI por sus siglas en inglés) ha ayudado a detectar expansiones localizadas en la corteza cerebral de individuos después de haber aprendido a realizar tareas complejas como leer en un espejo (en este caso en específico en el lóbulo occipital), malabarear 3 pelotas (área medial del lóbulo temporal en ambos lados y el sulco intraparietal izquierdo posterior), y cuando estudiantes de medicina estudian intensamente para los exámenes (la corteza parietal posterior y lateral en ambos lóbulos). Se puede esperar que estos cambios en el volumen de la materia gris se relacionen con los cambios en los números de sinapsis debido al incremento de células gliales y el aumento de vascularización capilar necesarias por el aumento en el consumo de energía.

### Privación institucional
Los niños que tienen una estimulación empobrecida por estar confinados a camas sin tener interacción social ni cuidadores responsables en orfanatos de baja calidad muestran retrasos severos en su desarrollo cognitivo y social. El 12% de estos niños, si son adoptados después de los 6 meses de nacimiento muestran tener rasgos autistas o levemente autistas posteriormente a los 4 años. Algunos de los niños que estuvieron en estos orfanatos de baja calidad seguían sin poder decir una sola palabra inteligible después de cumplir los 2 años y medio, aunque después de un año de cuidado en adopción estos niños pudieron ponerse al corriente en cuanto a su lenguaje en muchos aspectos. La normalización en otras aspectos del funcionamiento cognitivo también ocurren después de la adopción, aunque los problemas en muchos de los niños puede mantenerse si ocurre después de una cierta edad, 6 meses.
Estos niños muestran diferencias muy marcadas en sus cerebros, consistentes con los resultados obtenidos de los experimentos en animales, en comparación con niños criados en ambientes con estimulación normal. Tienen una actividad cerebral reducida en la corteza orbitofrontal, amígdala, hipocampo, lóbulo temporal y en el tronco del encéfalo. También mostraron tener un menor desarrollo en las conexiones de la sustancia blanca entre diferentes áreas de la corteza cerebral, particularmente en el fascículo uncinado.
Por el contrario, enriquecer la experiencia de los infantes prematuros con masaje acelera la maduración de su actividad electroenfecalográfica y su agudez visual. Además, como lo es en los experimentos de enriquecimiento en animales, esto se asocia con un incremento en IGF-1.

### Reserva cognitiva y resistencia
Otra fuente de evidencia del efecto de los ambientes enriquecidos en el cerebro humano es la reserva cognitiva (una medida de la capacidad de resistencia del cerebro a tener una disfunción cognitiva) en relación con el nivel educativo de una persona. Un nivel educativo alto no solo se relaciona con una experiencia educativa cognitivamente más demandante, sino que también se correlaciona con la tendencia de una persona a involucrarse en actividades más demandantes cognitivamente. Cuanta más educación haya recibido una persona, los efectos del envejecimiento, la demencia, la pérdida de materia blanca en varias regiones del cerebro, la cantidad de infartos al cerebro definidos por MRI, la posibilidad de tener la enfermedad de Alzheimer, y una lesión traumática en el cerebro disminuyen. También, el envejecimiento y la demencia, son menores en aquellas personas que están involucradas en actividades cognitivamente complejas. La pérdida cognitiva en personas con epilepsia puede también ser afectada por su nivel educativo.

## Lecturas recomendadas
- Diamond, Marian Cleeves (1988). Enriching Heredity: The Impact of the Environment on the Anatomy of the Brain. New York: Free Press. ISBN 978-0-02-907431-2.
- Jensen, Eric (2006). Enriching the Brain: How to maximize every learner's potential. San Francisco: Jossey-Bass, A John Wiley & Sons Imprint. ISBN 978-0-7879-7547-0.
- Renner, M. J. Rosenzweig, M. R. (1987). Enriched and Impoverished Environments: Effects on Brain and Behavior. New York: Springer-Verlag. ISBN 978-3-540-96523-7.